# Гангеша
Гангеша (XII век, точные даты жизни неизвестны) — индийский философ и математик, живший в государстве Митхила, основатель школы логики Навья-ньяя.
Подробных сведений о его жизни нет. Считается, что он родился в деревне Карион южнее города Дарбханга на берегу реки Камала. Якобы был неграмотным в ранние годы жизни, но затем обрёл знания логики благодаря помощи богини Кали. Его сын Вардхамана также стал философом.
Гангеше принадлежит один из важнейших памятников философской литературы индийцев — труд Ньячинтамани, состоящий из четырёх частей.